# Mehmet Dragusha
Mehmet Dragusha (Pristina, 9 ottobre 1977) è un allenatore di calcio e calciatore albanese, centrocampista del Gückingen.

## Biografia
Nato a Pristina, nell'allora provincia autonoma jugoslava del Kosovo.

## Carriera
Ha collezionato 11 presenze ed un gol con la nazionale albanese.

## Statistiche

### Presenze e reti nei club
Statistiche aggiornate al 16 marzo 2024.
| Stagione                     | Squadra                      | Campionato                   | Campionato | Campionato | Coppe nazionali | Coppe nazionali | Coppe nazionali | Coppe continentali | Coppe continentali | Coppe continentali | Altre coppe | Altre coppe | Altre coppe | Totale | Totale |
| Stagione                     | Squadra                      | Comp                         | Pres       | Reti       | Comp            | Pres            | Reti            | Comp               | Pres               | Reti               | Comp        | Pres        | Reti        | Pres   | Reti   |
| ---------------------------- | ---------------------------- | ---------------------------- | ---------- | ---------- | --------------- | --------------- | --------------- | ------------------ | ------------------ | ------------------ | ----------- | ----------- | ----------- | ------ | ------ |
| 1996-1997                    | Prishtina                    | 1L                           | 0          | 0          | CK              | 0               | 0               | -                  | -                  | -                  | -           | -           | -           | 0      | 0      |
| 1997-1998                    | Maribor                      | 1. SNL                       | 0          | 0          | CS              | 0               | 0               | UCL                | 0                  | 0                  | -           | -           | -           | 0      | 0      |
| 1998-1999                    | Maribor                      | 1. SNL                       | 3          | 0          | CS              | 0               | 0               | UCL                | -                  | -                  | -           | -           | -           | 3      | 0      |
| 1999-2000                    | Maribor                      | 1. SNL                       | 10         | 2          | CS              | 0               | 0               | UCL                | 3                  | 0                  | -           | -           | -           | 13     | 2      |
| Totale Maribor               | Totale Maribor               | Totale Maribor               | 13         | 2          |                 | 0               | 0               |                    | 3                  | 0                  |             | -           | -           | 16     | 2      |
| 2000-2001                    | Sachsen Lipsia               | 3L                           | 28         | 1          | CG              | 0               | 0               | -                  | -                  | -                  | -           | -           | -           | 28     | 1      |
| 2001-2002                    | Eintracht Treviri            | 3L                           | 34         | 6          | CG              | 1               | 0               | -                  | -                  | -                  | -           | -           | -           | 35     | 6      |
| 2002-2003                    | Eintracht Treviri            | 2L                           | 28         | 2          | CG              | 1               | 0               | -                  | -                  | -                  | -           | -           | -           | 29     | 2      |
| Totale Eintracht Treviri     | Totale Eintracht Treviri     | Totale Eintracht Treviri     | 62         | 8          |                 | 2               | 0               |                    | -                  | -                  |             | -           | -           | 64     | 8      |
| 2003-2004                    | Eintracht Francoforte        | BL                           | 14         | 1          | CG              | 1               | 0               | -                  | -                  | -                  | -           | -           | -           | 15     | 1      |
| 2004-2005                    | Eintracht Francoforte        | 2L                           | 5          | 0          | CG              | 1               | 0               | -                  | -                  | -                  | -           | -           | -           | 6      | 0      |
| Totale Eintracht Francoforte | Totale Eintracht Francoforte | Totale Eintracht Francoforte | 19         | 1          |                 | 2               | 0               |                    | -                  | -                  |             | -           | -           | 21     | 1      |
| 2004-2005                    | Eintracht Francoforte II     | 5L                           | 6          | 1          | -               | -               | -               | -                  | -                  | -                  | -           | -           | -           | 6      | 1      |
| 2005-2006                    | Paderborn                    | 2L                           | 25         | 2          | CG              | 1               | 0               | -                  | -                  | -                  | -           | -           | -           | 26     | 2      |
| 2006-2007                    | Paderborn                    | 2L                           | 6          | 0          | CG              | 2               | 0               | -                  | -                  | -                  | -           | -           | -           | 8      | 0      |
| Totale Paderborn             | Totale Paderborn             | Totale Paderborn             | 31         | 2          |                 | 3               | 0               |                    | -                  | -                  |             | -           | -           | 34     | 2      |
| 2007-2008                    | Elversberg                   | 3L                           | 28         | 1          | CG              | 0               | 0               | -                  | -                  | -                  | -           | -           | -           | 28     | 1      |
| 2008-2009                    | Magdeburgo                   | 4L                           | 28         | 2          | CG              | 0               | 0               | -                  | -                  | -                  | -           | -           | -           | 28     | 2      |
| Totale carriera              | Totale carriera              | Totale carriera              | 215        | 18         |                 | 7               | 0               |                    | 3                  | 0                  |             | -           | -           | 225    | 18     |

### Cronologia presenze e reti in nazionale
| Cronologia completa delle presenze e delle reti in nazionale ― Albania | Cronologia completa delle presenze e delle reti in nazionale ― Albania | Cronologia completa delle presenze e delle reti in nazionale ― Albania | Cronologia completa delle presenze e delle reti in nazionale ― Albania | Cronologia completa delle presenze e delle reti in nazionale ― Albania | Cronologia completa delle presenze e delle reti in nazionale ― Albania | Cronologia completa delle presenze e delle reti in nazionale ― Albania | Cronologia completa delle presenze e delle reti in nazionale ― Albania |
| Data                                                                   | Città                                                                  | In casa                                                                | Risultato                                                              | Ospiti                                                                 | Competizione                                                           | Reti                                                                   | Note                                                                   |
| ---------------------------------------------------------------------- | ---------------------------------------------------------------------- | ---------------------------------------------------------------------- | ---------------------------------------------------------------------- | ---------------------------------------------------------------------- | ---------------------------------------------------------------------- | ---------------------------------------------------------------------- | ---------------------------------------------------------------------- |
| 12-2-2003                                                              | Bastia Umbra                                                           | Albania                                                                | 5 – 0                                                                  | Vietnam                                                                | Amichevole                                                             | 1                                                                      | 70’                                                                    |
| 30-4-2003                                                              | Sofia                                                                  | Bulgaria                                                               | 2 – 0                                                                  | Albania                                                                | Amichevole                                                             | -                                                                      | 46’                                                                    |
| 11-6-2003                                                              | Ginevra                                                                | Svizzera                                                               | 3 – 2                                                                  | Albania                                                                | Qual. Euro 2004                                                        | -                                                                      | 73’                                                                    |
| 6-9-2003                                                               | Tbilisi                                                                | Georgia                                                                | 3 – 0                                                                  | Albania                                                                | Qual. Euro 2004                                                        | -                                                                      |                                                                        |
| 11-10-2003                                                             | Lisbona                                                                | Portogallo                                                             | 5 – 3                                                                  | Albania                                                                | Amichevole                                                             | -                                                                      | 86’                                                                    |
| 18-8-2004                                                              | Limassol                                                               | Cipro                                                                  | 2 – 1                                                                  | Albania                                                                | Amichevole                                                             | -                                                                      | 46’                                                                    |
| 4-9-2004                                                               | Tirana                                                                 | Albania                                                                | 2 – 1                                                                  | Grecia                                                                 | Qual. Mondiali 2006                                                    | -                                                                      | 76’                                                                    |
| 8-9-2004                                                               | Tbilisi                                                                | Georgia                                                                | 2 – 0                                                                  | Albania                                                                | Qual. Mondiali 2006                                                    | -                                                                      | 56’                                                                    |
| 9-10-2004                                                              | Tirana                                                                 | Albania                                                                | 0 – 2                                                                  | Danimarca                                                              | Qual. Mondiali 2006                                                    | -                                                                      | 67’                                                                    |
| 13-10-2004                                                             | Almaty                                                                 | Kazakistan                                                             | 0 – 1                                                                  | Albania                                                                | Qual. Mondiali 2006                                                    | -                                                                      | 90’                                                                    |
| 29-5-2005                                                              | Stettino                                                               | Polonia                                                                | 1 – 0                                                                  | Albania                                                                | Amichevole                                                             | -                                                                      | 46’                                                                    |
| Totale                                                                 |                                                                        | Presenze                                                               | 11                                                                     |                                                                        | Reti                                                                   | 1                                                                      |                                                                        |

### Cronologia presenze e reti in nazionale - Partite non ufficiali
| Cronologia completa delle presenze e delle reti in nazionale ― Kosovo | Cronologia completa delle presenze e delle reti in nazionale ― Kosovo | Cronologia completa delle presenze e delle reti in nazionale ― Kosovo | Cronologia completa delle presenze e delle reti in nazionale ― Kosovo | Cronologia completa delle presenze e delle reti in nazionale ― Kosovo | Cronologia completa delle presenze e delle reti in nazionale ― Kosovo | Cronologia completa delle presenze e delle reti in nazionale ― Kosovo | Cronologia completa delle presenze e delle reti in nazionale ― Kosovo |
| Data                                                                  | Città                                                                 | In casa                                                               | Risultato                                                             | Ospiti                                                                | Competizione                                                          | Reti                                                                  | Note                                                                  |
| --------------------------------------------------------------------- | --------------------------------------------------------------------- | --------------------------------------------------------------------- | --------------------------------------------------------------------- | --------------------------------------------------------------------- | --------------------------------------------------------------------- | --------------------------------------------------------------------- | --------------------------------------------------------------------- |
| 6-9-2002                                                              | Pristina                                                              | Kosovo                                                                | 0 – 1                                                                 | Albania                                                               | Amichevole                                                            | -                                                                     |                                                                       |
| Totale                                                                |                                                                       | Presenze                                                              | 1                                                                     |                                                                       | Reti                                                                  | 0                                                                     |                                                                       |